# 徐延琼
徐延琼（?—?），又作徐彦琼，字敬明，中国五代十国前蜀官员，成都（今四川省成都市）人。前蜀高祖时中书令。
其父徐耕任骠骑大将军，徐彦琼的两位姐姐都是前蜀高祖王建的妃子（徐贤妃、徐淑妃），因外戚关系担任武德军节度使（治今四川三台）、中书令，进封赵国公，食邑五千户。不久加兼太师。乾德六年（924年）他作为后主王衍的舅舅，继掌军权，拜为京城内外马步军指挥使。次年，后唐灭前蜀，王宗弼降唐，回师成都，劫持太后、宫女，杀害大臣。他用巨额财产贿赂王宗弼，免去一死。前蜀后主在他的别墅上题字孟，孟在西川有不好的意思。后来前蜀灭亡，孟知祥曾经到他的别墅居住。